# Kolektomie
Eine Kolektomie ist die operative Entfernung des Dickdarms (Kolons) ohne Entfernung des Mastdarms (Rektums). Es kann entweder die Darmkontinuität wiederhergestellt werden durch eine Verbindung (Anastomose) des Dünndarms mit dem Mastdarm (Ileorektostomie). Oder der Dünndarm kann als künstlicher Darmausgang (Anus praeter) ausgeleitet werden, der Mastdarm bleibt dann blind verschlossen erhalten.
Wird der gesamte Dickdarm entfernt, spricht man von einer Proktokolektomie. Hier wird üblicherweise ein ca. 15 cm langes J-förmiges Reservoir (Ileum J-Pouch) aus den letzten 30 cm des Dünndarms gebildet und am Analkanal wieder angeschlossen (IPAA=Ileumpouchanalanastomose), um die Häufigkeit des Stuhlgangs zu reduzieren. Es kann aber auch der After verschlossen werden und der Dünndarm als künstlicher Darmausgang (Anus praeter) ausgeleitet werden.
Die unvollständige Entfernung des Dickdarms bezeichnet man auch als subtotale Kolektomie oder partielle Kolektomie, die vollständige Entfernung des Dickdarms (Proktokolektomie) auch als totale Kolektomie. Die mit einer Entfernung des Rektums kombinierte (totale) Kolektomie wurde früher auch als Rektokolektomie bezeichnet, wobei im Falle von Rektumkrebs gelegentlich auch das Steißbein (erstmals 1874 durch Theodor Kocher) und das Kreuzbein mitentfernt werden.
Die Proktokolektomie gilt nach wie vor als einzige Option zur definitiven Heilung der Colitis ulcerosa, da diese nur im Dickdarm auftritt. Bei der FAP (Familiäre adenomatöse Polyposis) wird die Proktokolektomie vorsorglich vor Entstehung eines Darmkrebses meist mit Abschluss der Pubertät durchgeführt.
Die wohl ersten Kolektomien wurden 1924 von A. A. Strauß und 1926 von O. Nordmann durchgeführt. Bereits 1948 führten G. W. Ault und R. B. Cattell die totale Kolektomie durch.